# Александровское подворье в Иерусалиме
Алекса́ндровское подво́рье (ивр. חצר אלכסנדר‎, также известное как Ру́сские раско́пки) — историческое здание, записанное на Императорское правительство Российской империи в Старом городе Иерусалима и самое близкое ко храму Гроба Господня русское владение (расположено в непосредственной близости ко храму Гроба Господня, от подворья до Голгофы примерно 70 м). Представляет собой археологический и архитектурный комплекс, включающий в себя Порог Судных Врат, домовую церковь святого Александра Невского, археологические раскопки, небольшой музей и другие достопримечательности, построенный Императорским православным палестинским обществом в 1896 году.

## История

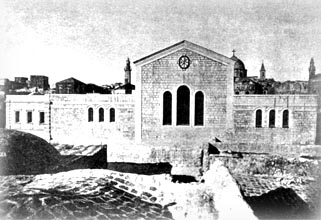
Александровское подворье, вид с востока. За подворьем виден купол кафоликона Храма Гроба Господня. Фото конца XIX века.

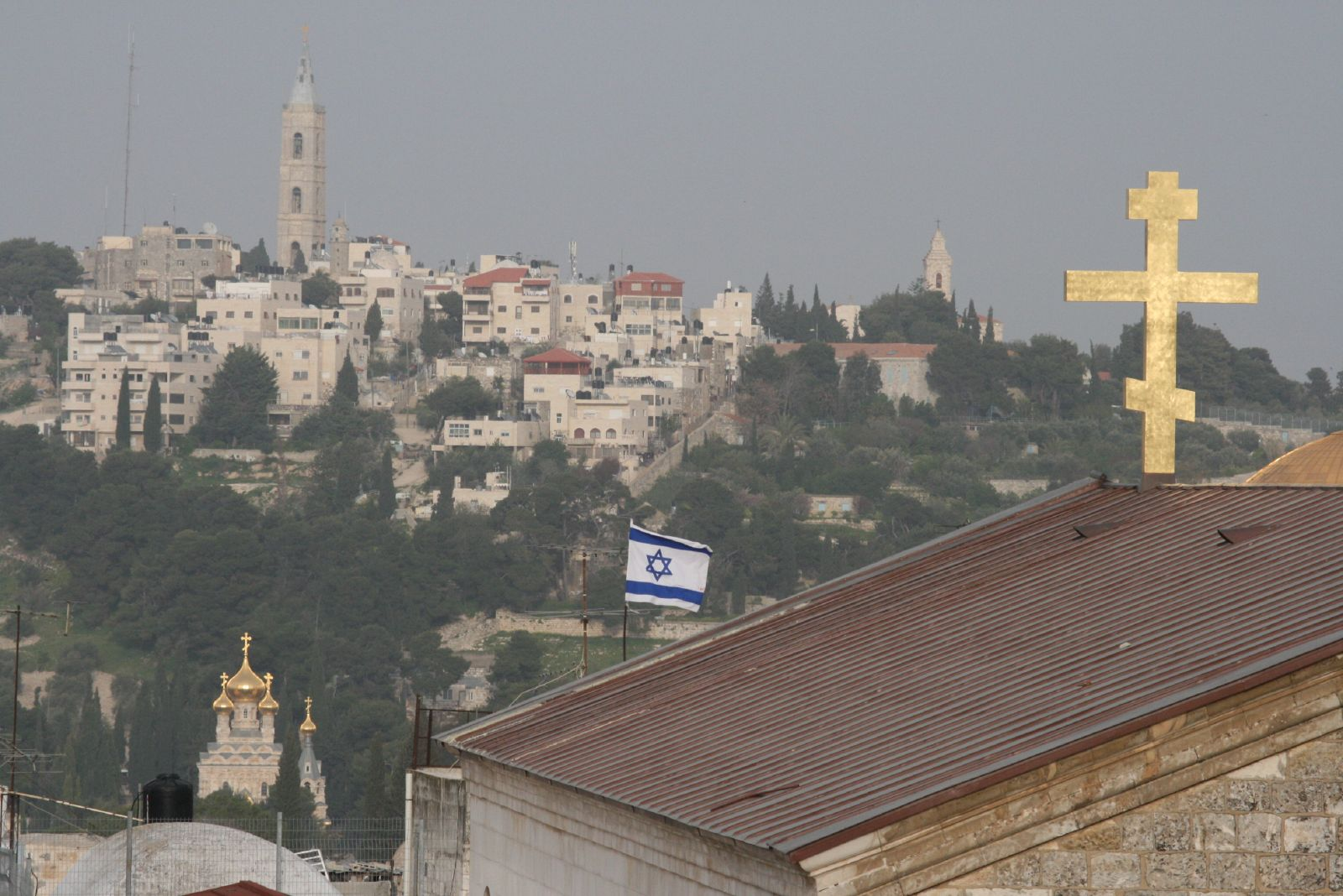
Крыша Александровского подворья с православным Крестом в Старом городе Иерусалима. На заднем плане Елеонская гора.

Земля, на которой стоит подворье, была приобретена у коптского духовенства в 1859 году усилиями первого русского консула в Иерусалиме Владимира Доргобужинова и первоначально предназначалась для здания русского консульства. Консульство, однако, для удобства было построено не здесь, а на Русских постройках, за пределами Старого города. В 1881 году после паломнической поездки на Святую землю великого князя Сергея Александровича на участке начались обширные археологические раскопки под руководством архимандрита Антонина, поскольку обнаружилось, что на участке сохранилось множество древностей. В раскопках принимали участие археологи Конрад Шик, Чарльз Вильсон, Мельхиор де Вогэ и Шарль Клермон-Ганно. В 1883 году был обнаружен фрагмент второй обводной иерусалимской стены с Порогом Судных Врат, построенной в V—IV веках до н. э., арка храма Адриана, фрагменты стен и остатки двух колонн базилики Храма Воскресения времён правления императора Константина Великого, а также остатки других сооружений VII—VIII веков. По итогам проделанной работы Конраду Шику был присвоен орден Святого Станислава 2-й степени. После завершения раскопок прямо над ними началось строительство подворья, которое завершилось в 1891 году. 22 мая 1896 года на подворье освятили домовую церковь в честь святого Александра Невского. Начало Первой мировой войны стало началом упадка подворья.
После Октябрьской революции 1917 года одним из первых декретов советского правительства церковь была отделена от государства. Юридически Русская Палестина осталась в собственности Императорского православного палестинского общества, руководство которого оказалось вне России, в эмиграции.
До 1985 года подворье признавало омофор Русской православной церкви за рубежом, но в этот год Палестинское общество во главе с архимандритом Антонием (Граббе) вышло из её состава. После этого Александровское подворье занимало «Русское православное общества Святой Земли» (иначе «ИППО (Иерусалим и Ближний Восток)») со штаб-квартирой в Мюнхене, которое с 2004 года возглавлял гражданин Германии Николай Гофман с официальным названием «Русское православное общество Святой Земли», зарегистрированное в городе Мюнхене в Германии. Общество заявляет, что является законным ИППО, возглавлявшимся епископом Антонием Граббе (и на момент избрания Гофмана подворье находилось в крупных долгах), лишь несколько переименованное. Нынешнее ИППО утверждает, что Гофман и его организация не имеет отношения к историческому Императорскому православному палестинскому обществу.
11 июня 2015 года председатель Правительства РФ Дмитрий Медведев подписал распоряжение, согласно которому Управление делами Президента Российской Федерации должно провести необходимые юридические процедуры по оформлению прав России на Александровское подворье и церковь Александра Невского в Иерусалиме. Необходимые документы на Александровское подворье были поданы на рассмотрении в Министерство юстиции Израиля. По словами Сергея Степашина, «власти Израиля должны выдать документ, где прописано, что это собственность Российского государства». В решении этого вопроса «чрезвычайно заинтересован патриарх Кирилл».
По данным газеты «Маарив», которая ссылается на имеющийся в её распоряжении документ Управления регистрации прав на недвижимость и земельную собственность, 30 декабря 2019 года Израиль передал права собственности на Александровское подворье России. Императорское православное палестинское общество во главе с Николаем Воронцовым-Гофманом наняло адвокатов, чтобы срочно подать протест в израильское Министерство юстиции. 1 марта ожидалась выдача документов, но в результате поданного иска Иерусалимский окружной суд установил временный запрет на передачу России Александровское подворье. Сергей Степашин отметил: «Любопытно будет посмотреть, чем это все закончится, тем более что никаких документов, подтверждающих за ними [Воронцовым-Гофманом и его сторонниками] эту собственность, нет, несмотря на то, что 90 лет они там хозяйничают». Синод Русской православной церкви заграницей заявил о своей исторической причастности к управлению Александровским подворьем и храмом Александра Невского, который находится в введении Русской духовной миссии (РПЦЗ).
В марте 2022 года решением Иерусалимского окружного суда регистрационная запись о правах Российской Федерации на Александровское подворье отменена. Вместе с тем 3 июня 2022 года министр иностранных дел РФ Сергей Лавров заявил, что процесс передачи России Александровского подворья скоро завершится.

## Описание

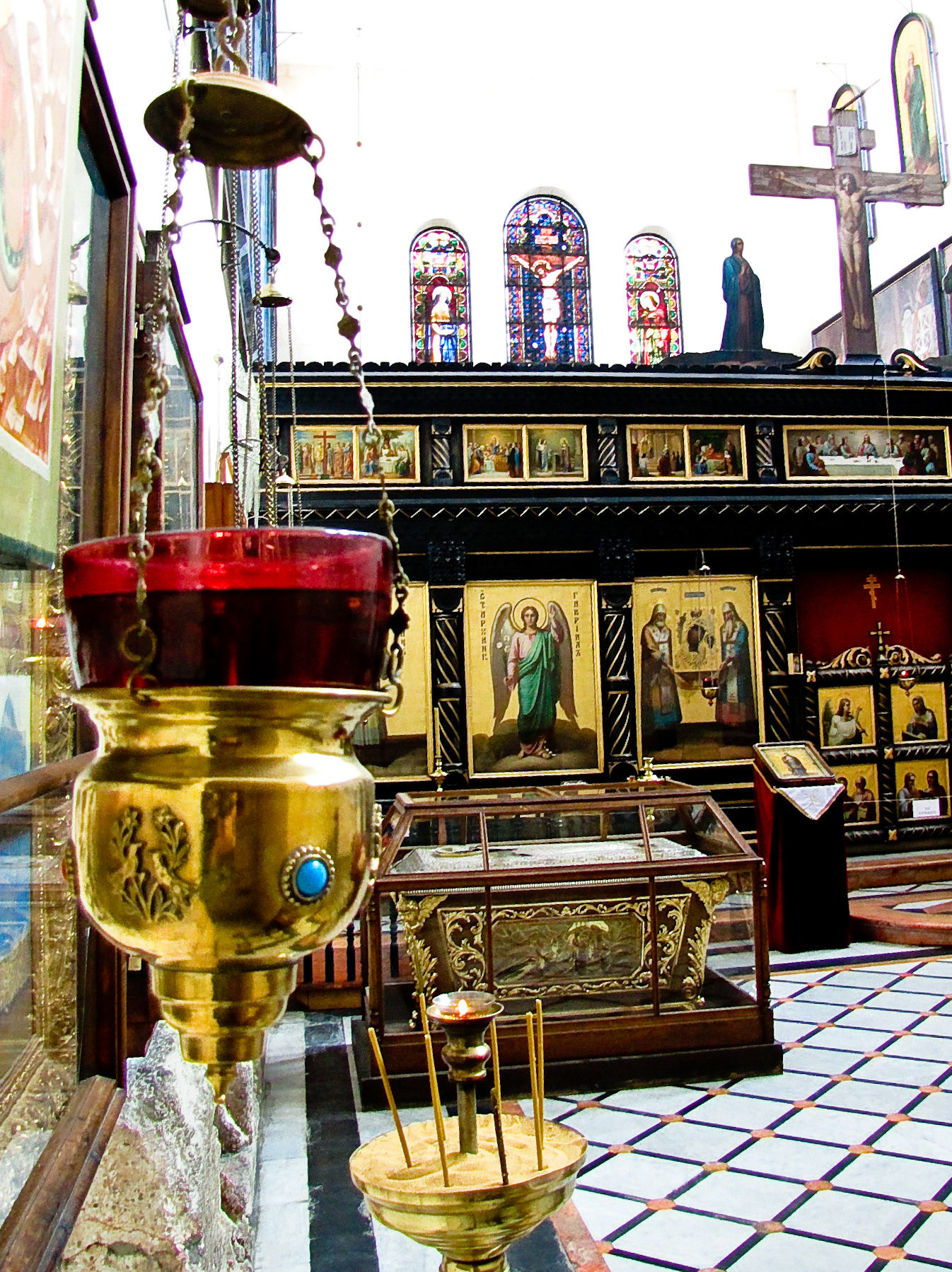
Интерьер церкви св. Александра Невского.

Самое просторное помещение подворья занимает Церковь Святого Александра Невского с деревянным резным двухрядным иконостасом. В притворе храма находится памятная доска с надписью: «Церковь во имя Святого благоверного Александра Невского основана на месте остатков храма, сооружённого святым равноапостольным царём Константином. 1887—1896 гг.». Стены церкви украшены иконами и картинами кисти Н. А. Кошелева, специально посетившего Палестину для того, чтобы написать их для этого храма и Троицкого Собора. Восточная стена, за алтарем, украшена витражами в стиле русского модерна.
Вплотную к церкви примыкает музей, хранящий небольшие предметы, обнаруженные при раскопках: подвесные светильники, различной величины и формы кресты, миниатюрные стеклянные сосуды, подсвечники и дверные замки с львиными головами, арабские монеты и ночники древнееврейской формы. Многие глиняные поделки в виде лампад, чаш и привесок, имеют коптское происхождение.
На первом этаже подворья расположена приёмная комната, называемая сотрудниками подворья Царской. Рядом с ней канцелярия с парадным портретом великого князя Николая Александровича — будущего императора Николая II и картиной «Спаситель в терновом венце» кисти Н. А. Кошелева, а также графические портреты великого князя Сергея Александровича, генерала М. Г. Хрипунова и управляющего подворьем В. К. Антипова. На втором этаже расположены служебные комнаты, библиотека и архив. На террасе, примыкающей к храму с юго-запада, находятся общие палаты для размещения паломников. Общая площадь 1433 м².
Основной реликвией подворья является Порог Судных Врат — порог от городских ворот, через которые прошёл Иисус Христос по пути на Голгофу. Значимыми артефактами являются остатки колонн и арка базилики Воскресения Господня времён правления Константина Великого, часть скалы из окрестностей Иерусалима, установленная непосредственно за Порогом Судных Врат, часть колонны базилики Воскресения Господня, используемая в качестве престола в центре храма Святого Александра Невского.
Левее порога Судных врат в сохранившемся фрагменте крепостной стены есть небольшой лаз, позволявший путникам попасть в город после того, как ворота на ночь закрывались. Этот проход могли называть игольным ушком.

## Галерея

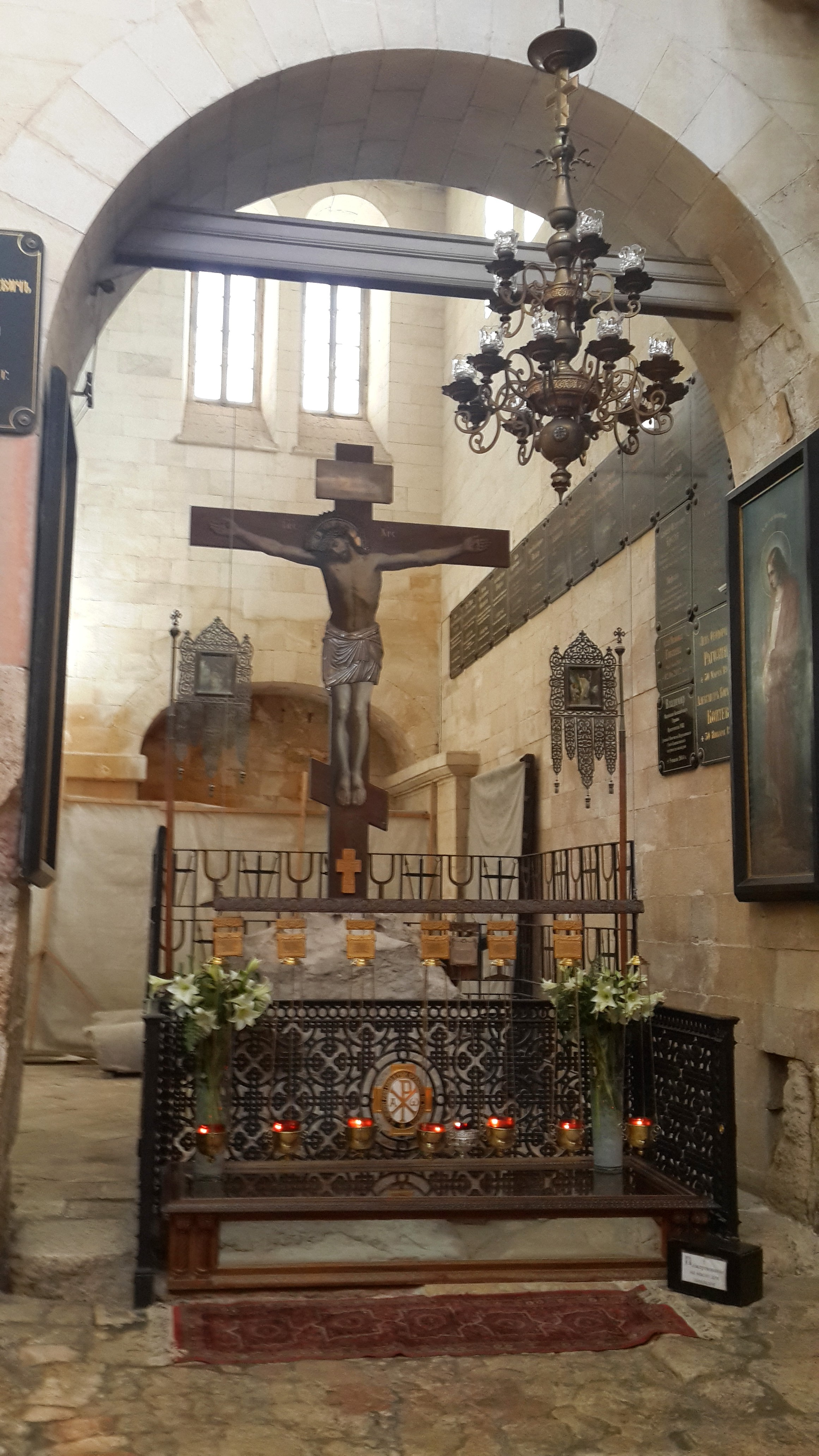
Порог Судных Врат
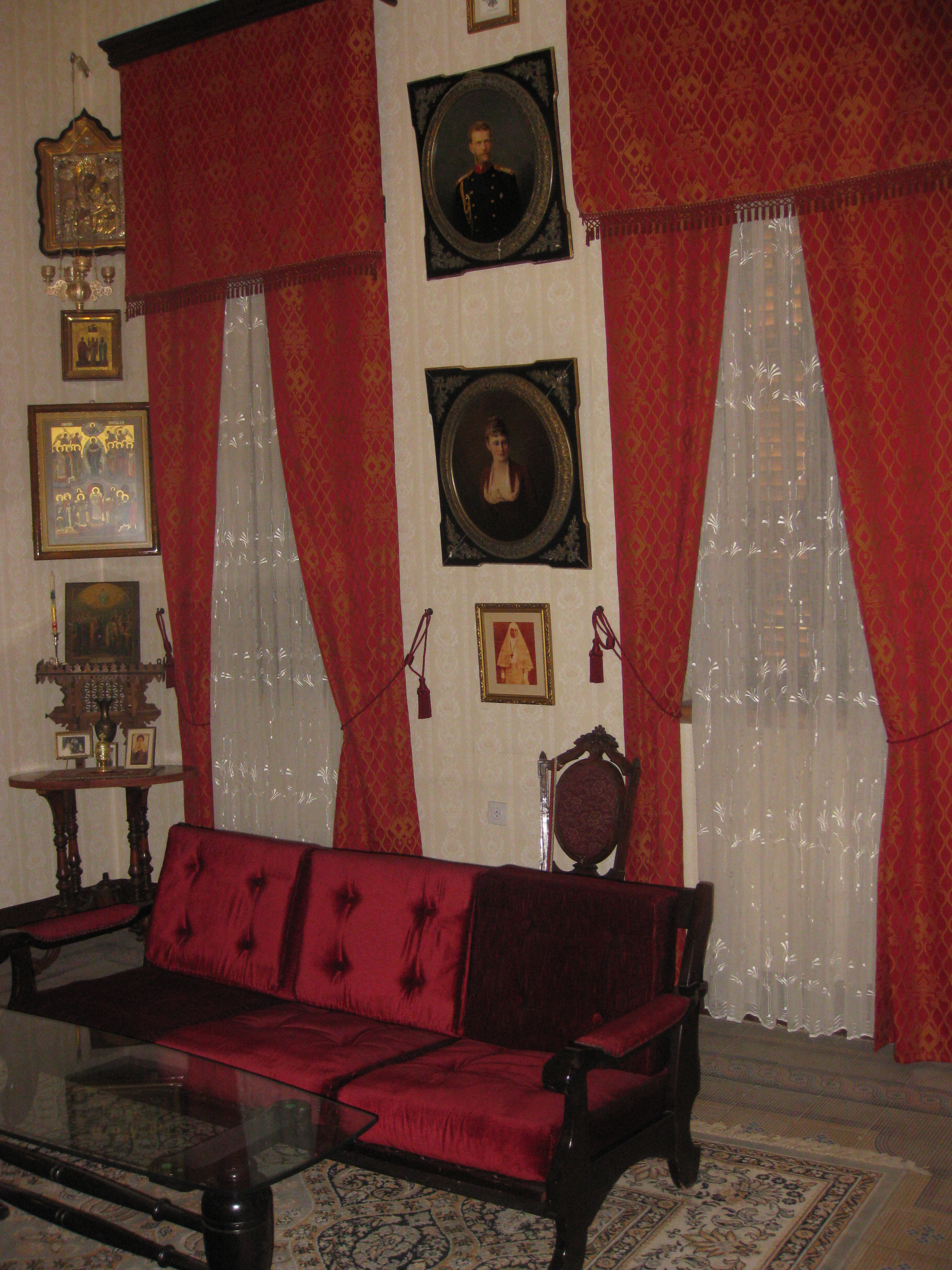
Исторический приемный зал Александровского подворья
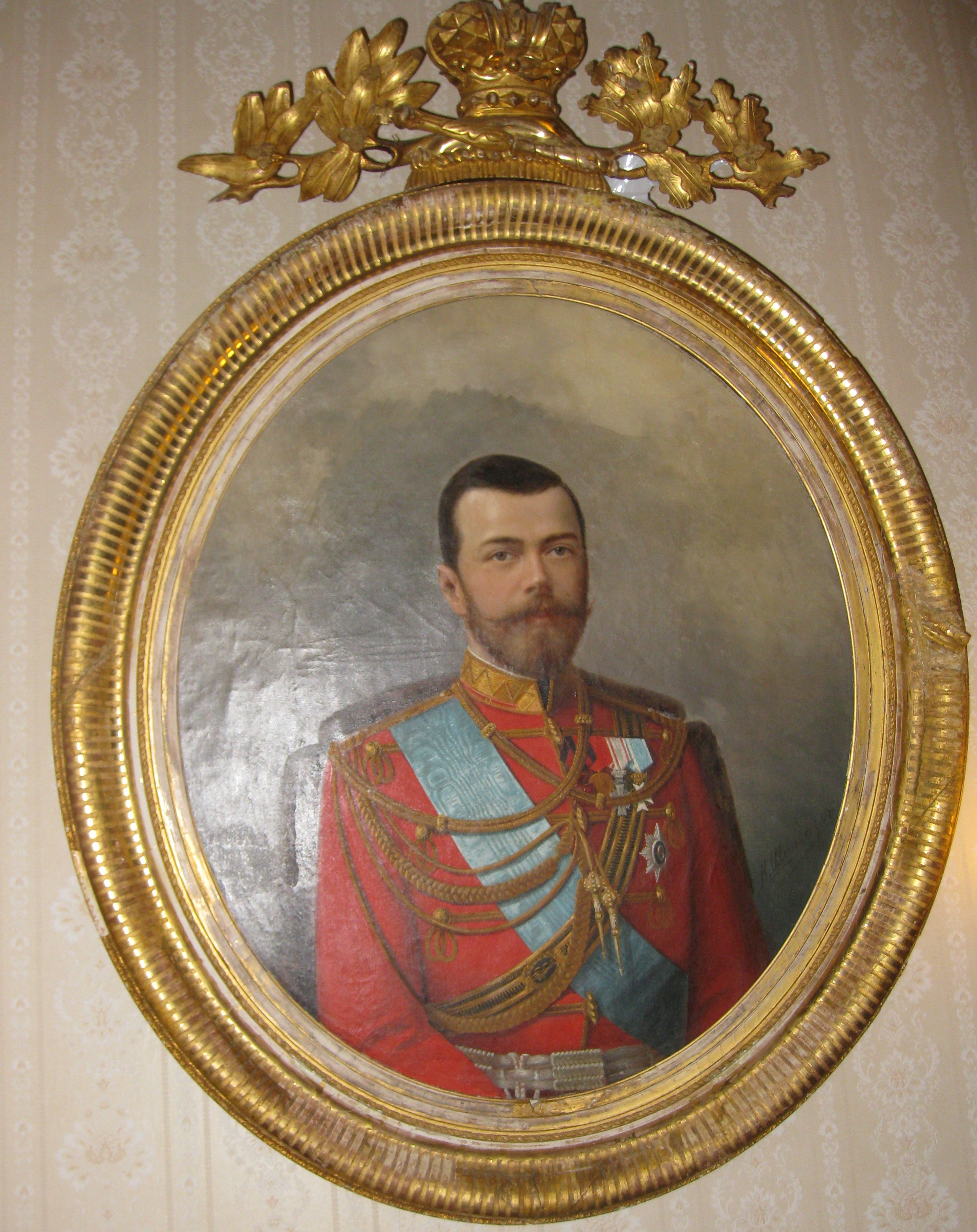
Николай Александрович
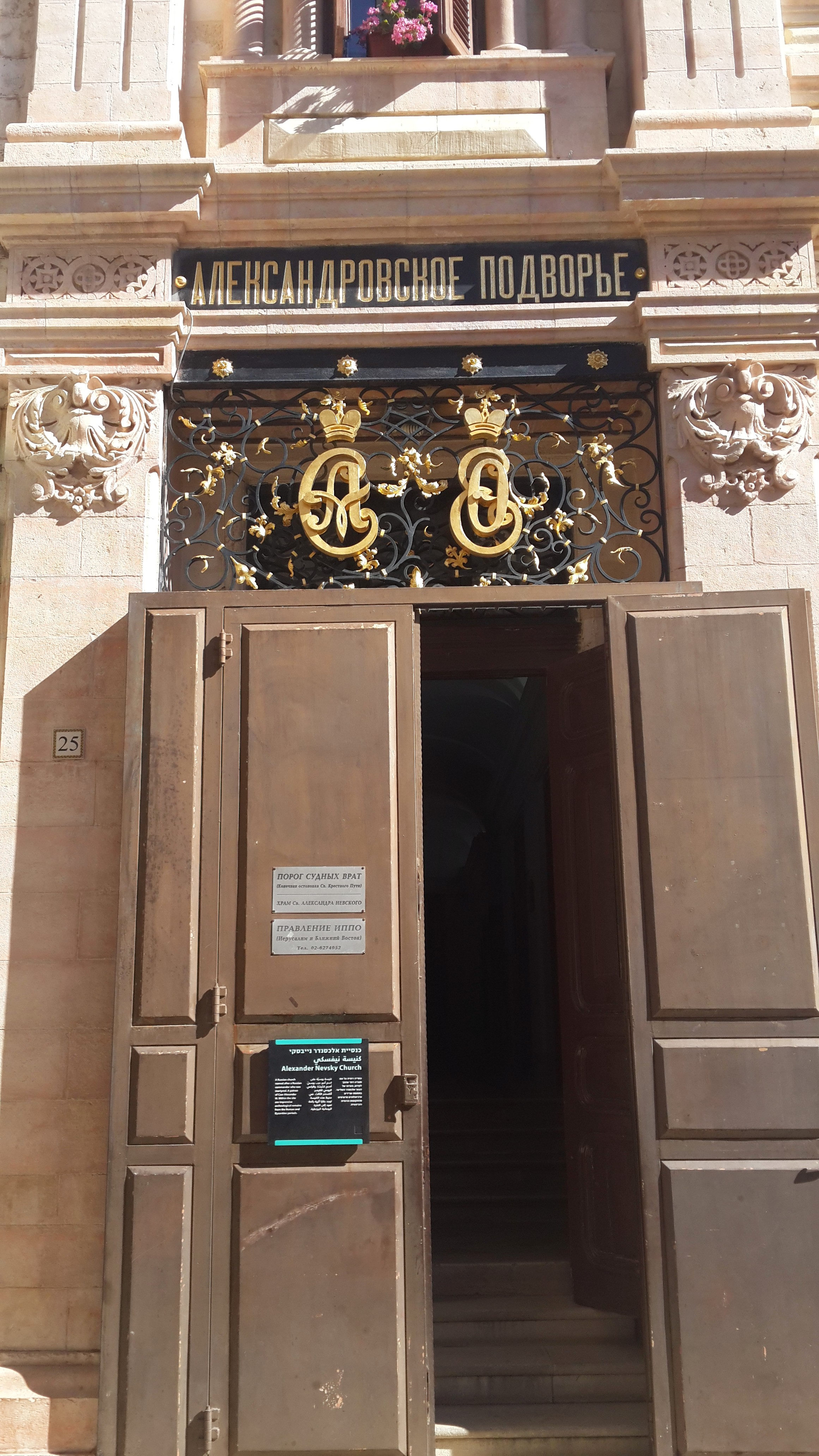
Александровское подворье. Вход
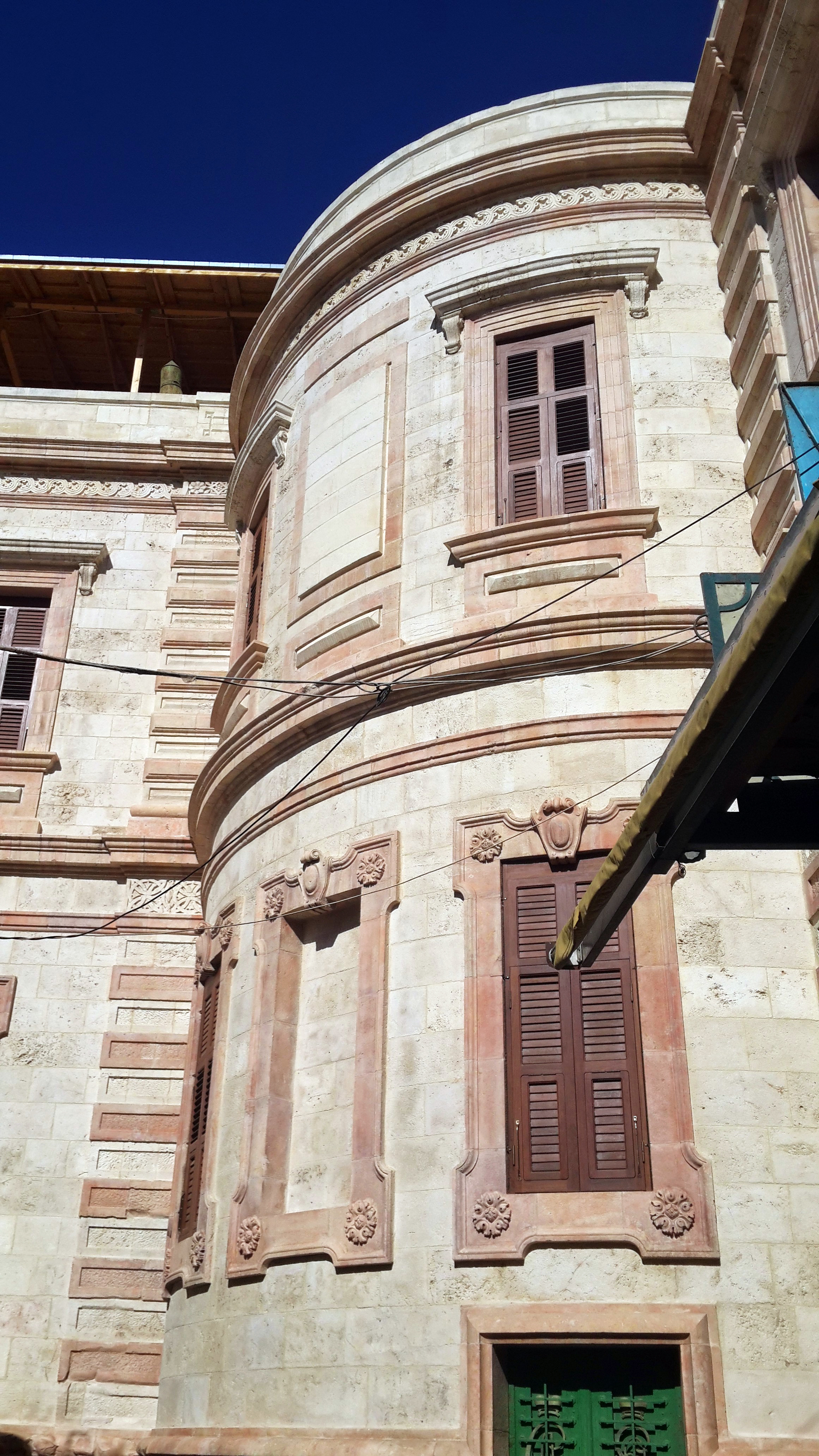
Александровское подворье. Внешний вид
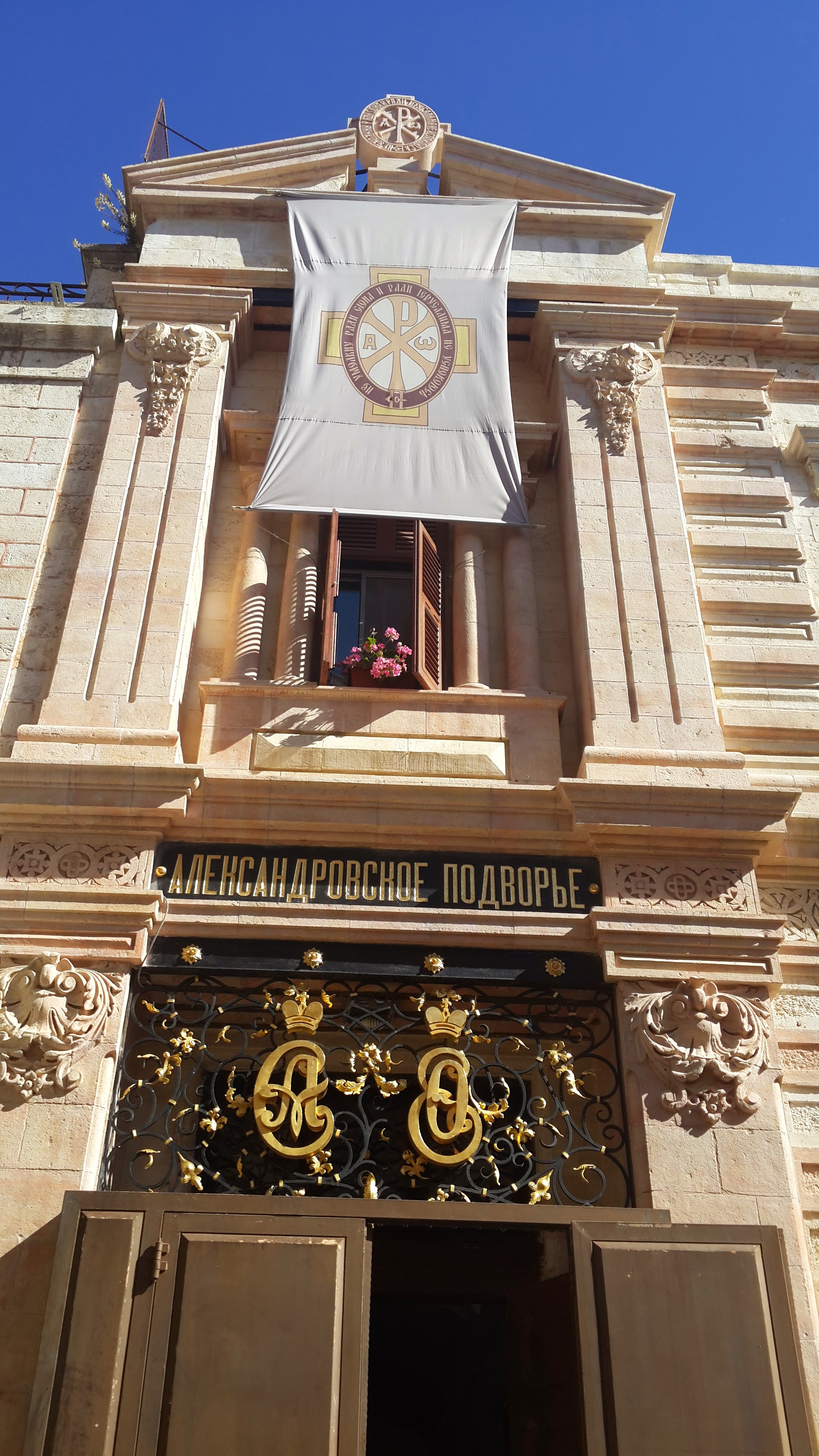
Александровское подворье
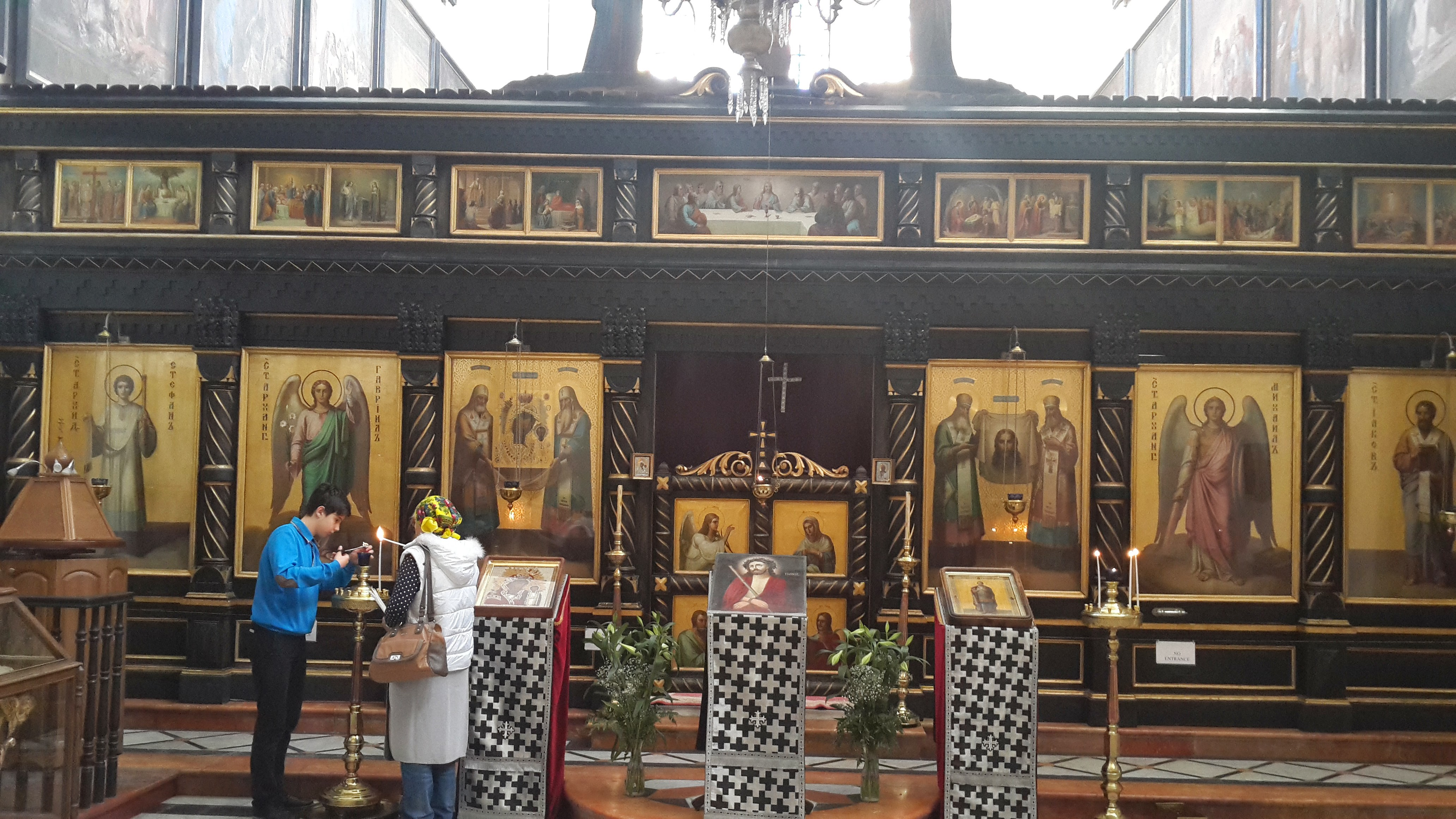
Александровское подворье. Иконостас
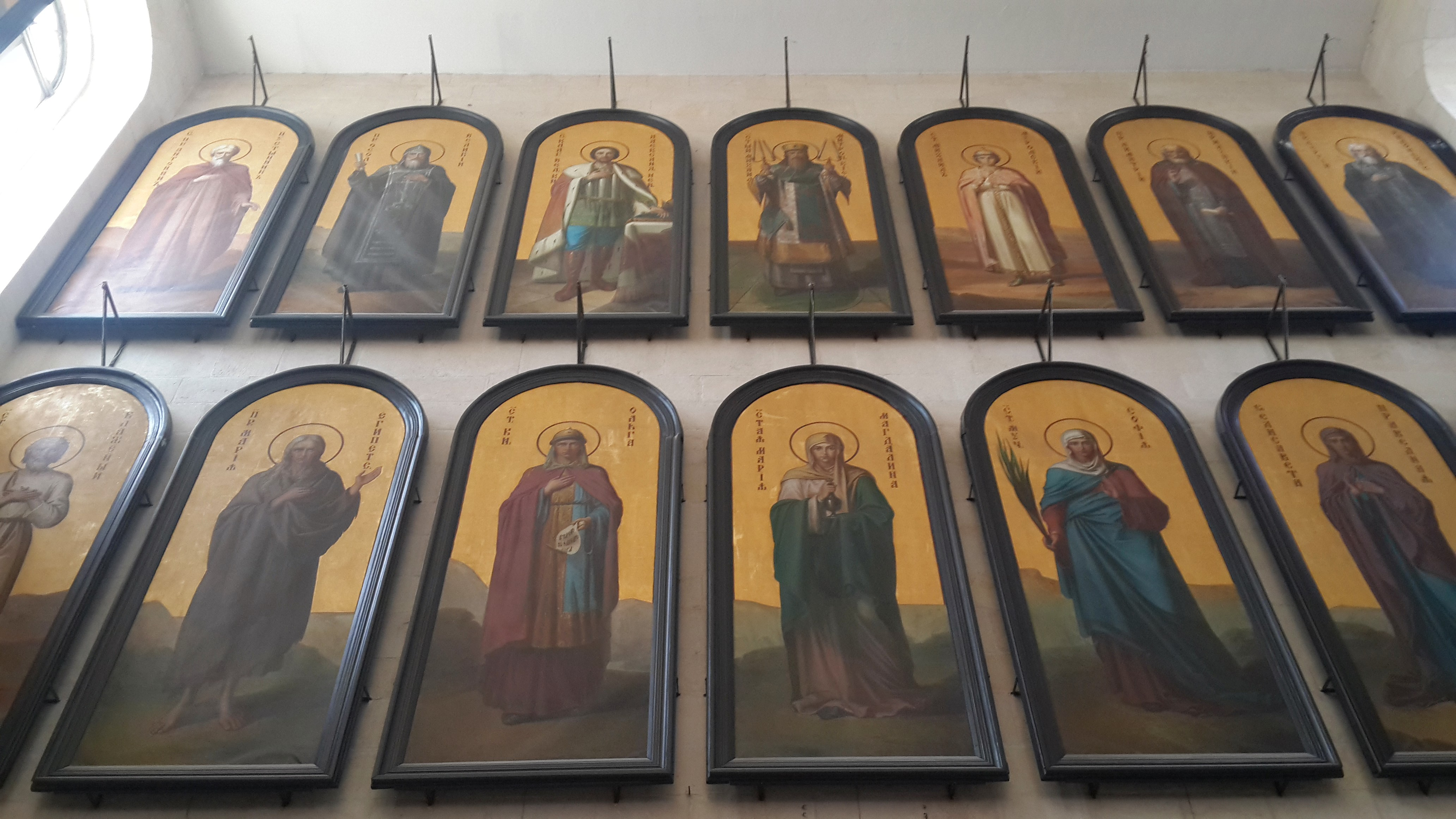
Александровское подворье. Иконы
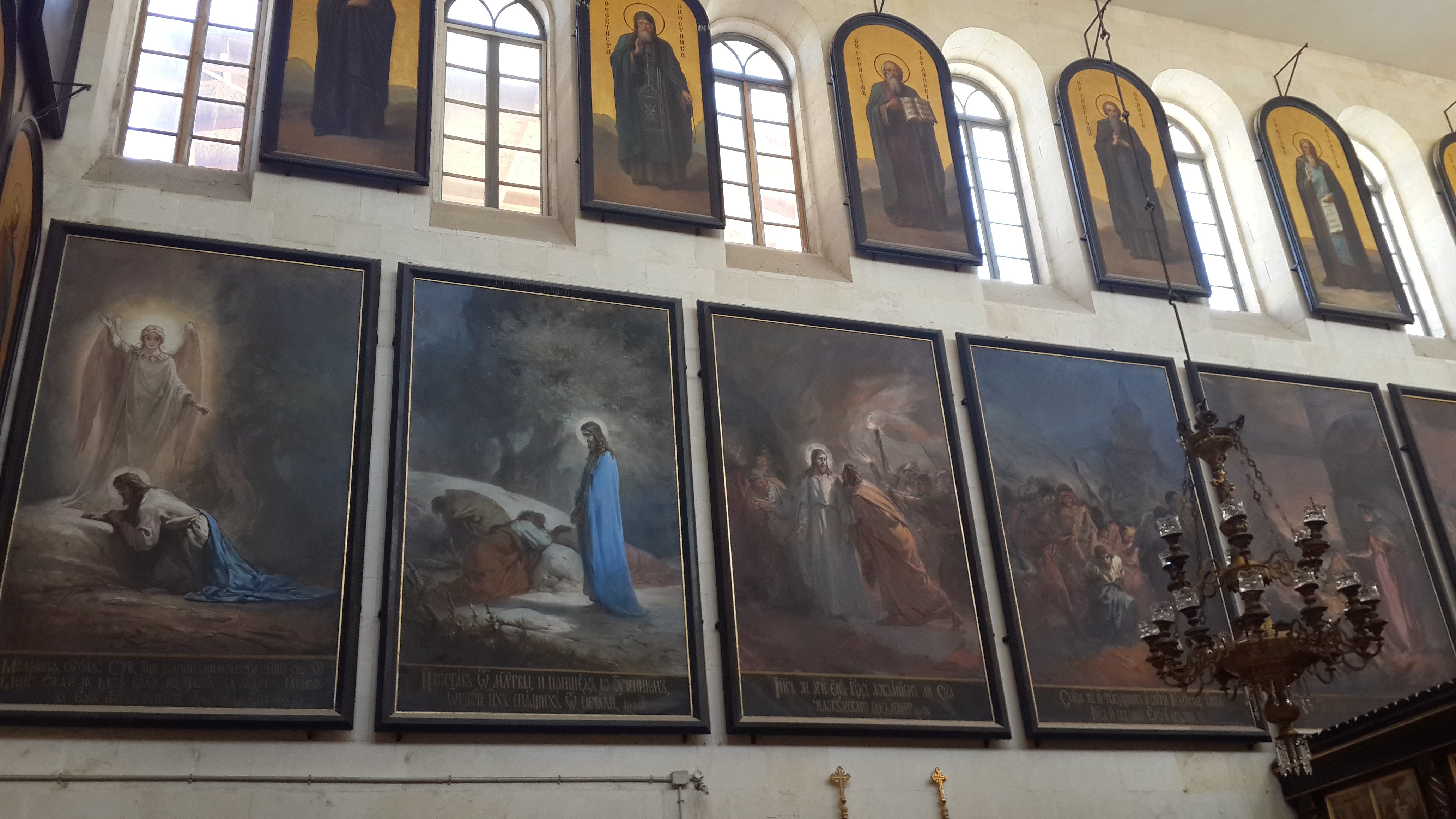
Александровское подворье. Иконы
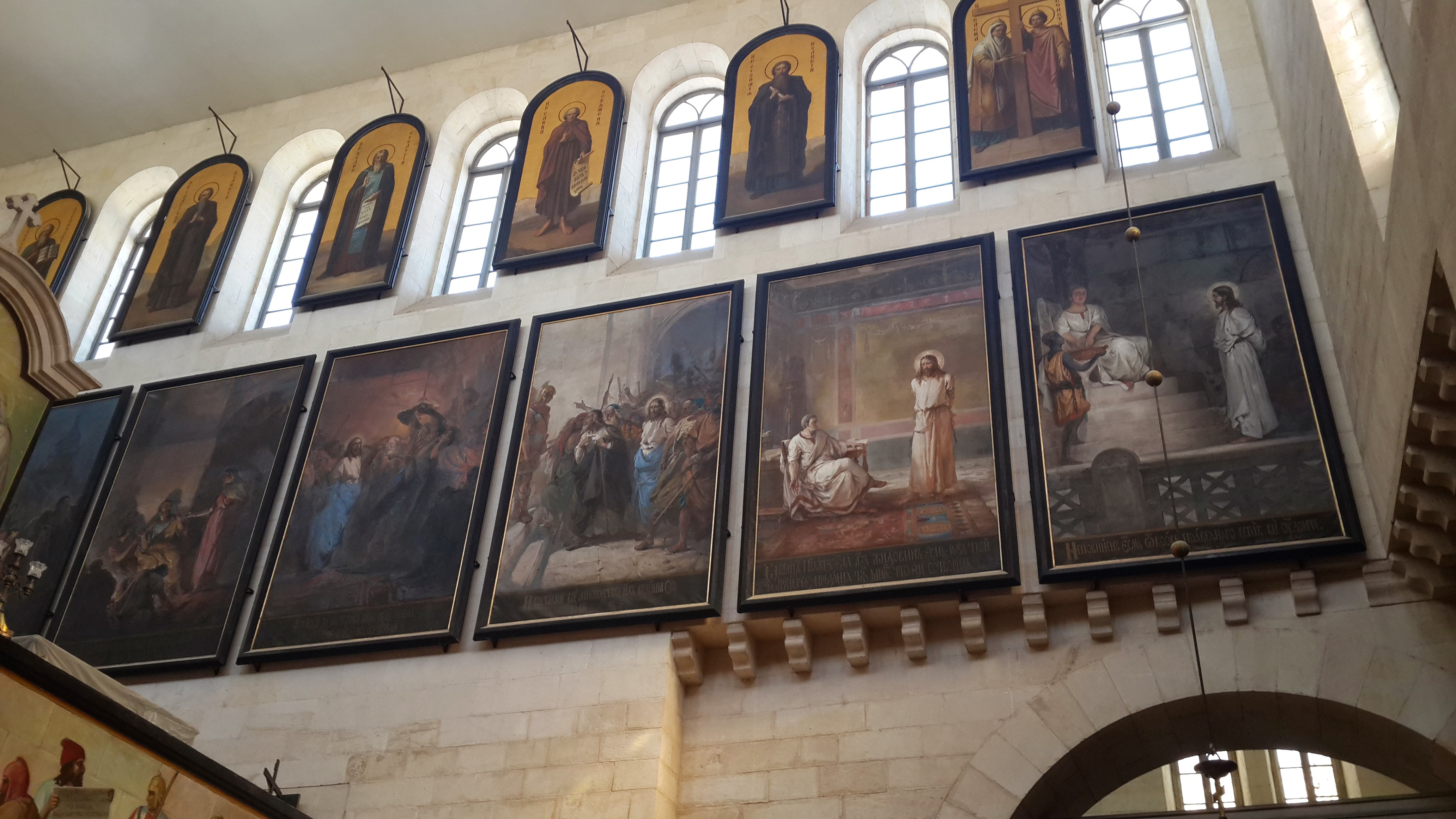
Александровское подворье. Иконы
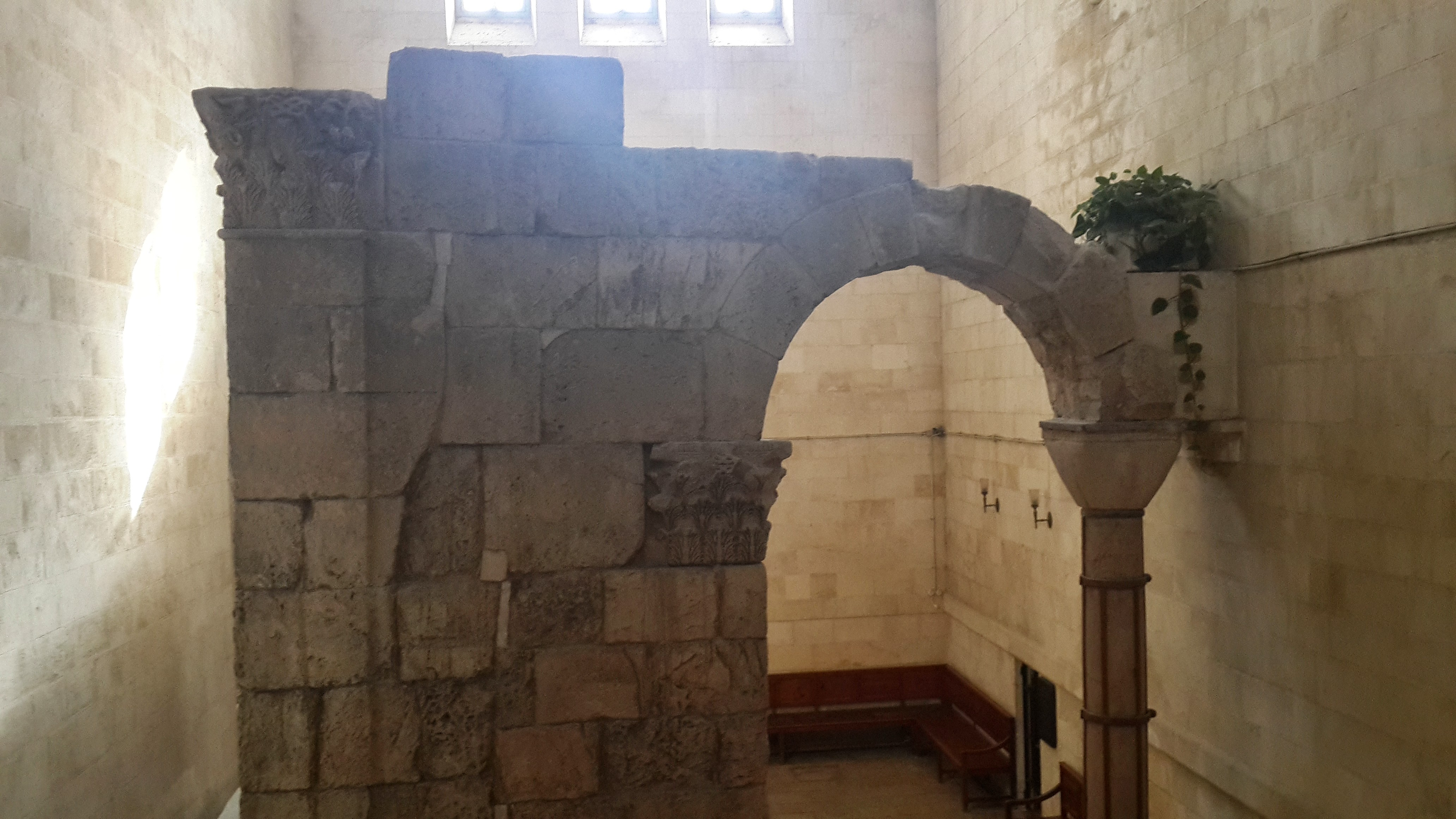
Арка базилики Воскресения Господня